# 聖洛倫索 (蘇奇特佩克斯省)
聖洛倫索（西班牙語：San Lorenzo），是危地馬拉的城鎮，位於該國西南部，由蘇奇特佩克斯省負責管轄，面積60平方公里，海拔高度210米，2002年人口9,877，人口密度每平方公里164.62人。